# Ђуро Савиновић
Ђуро Савиновић (Дубровник, 1. март 1950 — Дубровник, 1. фебруар 2021) био је југословенски ватерполиста.

## Спортска биографија
Рођен је 1. марта 1950. у Дубровнику, целу играчку каријеру провео је у Југу, у којем је почео да тренира са дванаест година. Играо је на позицији бека и центра. Савиновић је Југу донео први европски трофеј, Куп првака Европе 1980. године. Био је и шампион Југославије са истим клубом 1980. и 1981. године, када је освојен и државни Куп.
За репрезентацију Југославије је играо 156 пута. Уписао је наступ на два светска првенства, 1973. у Београду (освојио бронзу) и две године касније у Калију. Бронзану медаљу освојио је и на Европском првенству у Бечу 1974. године. Играо је на Олимпијским играма 1976. у Монтреалу, где је са репрезентацијом Југославије заузео пето место.
Био је тренер Југа од 1983. до 1989. године (првак Југославије 1983. и 1985, освајач Купа Југославије 1983), потом је водио италијанску Салерну, Лас Палмас и Марсеј.
Преминуо је 1. фебруара 2021. у 71. години после дуге и тешке болести.